# Ronda 4 de 2009 da Superleague Fórmula
A ronda no Autódromo do Estoril foi a quarta do campeonato Superleague Fórmula em 2009. Esteban Guerrieri, do Olympiacos CFP, venceu a 1ª Corrida, dando a 1ª vitória da época ao clube grego. A 2ª Corrida foi ganha por Álvaro Parente, que se estreou nesta ronda neste campeonato, ao volante do carro do FC Porto. Sébastien Bourdais, que se estreou nesta ronda neste campeonato a pilotar para o Sevilla FC, venceu a 3ª Corrida, levando o prémio de 100.000€.
Nesta ronda, os seis participantes na 3ª corrida foram definidos pela média dos resultados das 1ª e 2ª corridas, ao contrário do que sucedeu nas rondas 1 e 3, que os 3 primeiros de cada corrida foram os apurados para a 3ª corrida. Desta forma o FC Porto, que venceu a 2ª corrida, não foi classificado para a 3ª Corrida.

## Resultados[1]

### Qualificação

#### Grupo A
| Pos. | Clube de Futebol   | Equipa de Automobilismo | Piloto            | Tempo    |
| ---- | ------------------ | ----------------------- | ----------------- | -------- |
| 1    | Olympiacos CFP     | GU-Racing International | Esteban Guerrieri | 1:29.191 |
| 2    | Rangers F.C.       | Alan Docking Racing     | John Martin       | 1:29.199 |
| 3    | Liverpool F.C.     | Hitech Racing           | Adrián Vallés     | 1:29.213 |
| 4    | FC Basel           | GU-Racing International | Max Wissel        | 1:29.382 |
| 5    | Olympique Lyonnais | Barazi Epsilon          | Nelson Panciatici | 1:29.670 |
| 6    | Sporting CP        | Zakspeed                | Pedro Petiz       | 1:29.962 |
| 7    | PSV Eindhoven      | Azerti Motorsport       | Carlo van Dam     | 1:30.715 |
| 8    | Galatasaray S.K.   | Ultimate Motorsport     | Ho-Pin Tung       | 1:31.676 |
| 9    | Atlético Madrid    | Alan Docking Racing     | María de Villota  | 1:32.457 |

 
|

#### Grupo B
| Pos. | Clube de Futebol       | Equipa de Automobilismo | Piloto             | Tempo    |
| ---- | ---------------------- | ----------------------- | ------------------ | -------- |
| 1    | F.C. Porto             | Hitech Racing           | Álvaro Parente     | 1:28.235 |
| 2    | R.S.C Anderlecht       | Zakspeed                | Yelmer Buurman     | 1:28.419 |
| 3    | SC Corinthians         | Alan Docking Racing     | Antônio Pizzonia   | 1:28.541 |
| 4    | A.S. Roma              | Alan Docking Racing     | Franck Perera      | 1:28.557 |
| 5    | A.C. Milan             | Azerti Motorsport       | Giorgio Pantano    | 1:28.710 |
| 6    | FC Midtjylland         | Hitech Racing           | Kasper Andersen    | 1:28.845 |
| 7    | Tottenham Hotspur F.C. | Alan Docking Racing     | Craig Dolby        | 1:28.960 |
| 8    | Sevilla FC             | Ultimate Motorsport     | Sébastien Bourdais | 1:29.005 |
| 9    | CR Flamengo            | Azerti Motorsport       | Enrique Bernoldi   | 1:29.686 |

 
|}

##### Quadro de Eliminatórias
|  | Quartas de final                                         | Quartas de final                                    |                                                          |          | Semifinais | Semifinais |  |  | Final | Final |
|  |                                                          |                                                     |                                                          |          |            |            |  |  |       |       |
|  | A1-B4                                                    |                                                     |                                                          |          |            |            |  |  |       |       |
|  |                                                          |                                                     |                                                          |          |            |            |  |  |       |       |
|  | Olympiacos CFP Esteban Guerrieri GU-Racing International | 1:29.122                                            |                                                          |          |            |            |  |  |       |       |
|  | Olympiacos CFP Esteban Guerrieri GU-Racing International | 1:29.122                                            | A1-A3                                                    |          |            |            |  |  |       |       |
|  | A.S. Roma Julien Jousse Alan Docking Racing              | 1:29.122                                            |                                                          |          |            |            |  |  |       |       |
|  | A.S. Roma Julien Jousse Alan Docking Racing              | 1:29.122                                            | Olympiacos CFP Esteban Guerrieri GU-Racing International | 1:28.438 |            |            |  |  |       |       |
|  | A3-B2                                                    |                                                     | Olympiacos CFP Esteban Guerrieri GU-Racing International | 1:28.438 |            |            |  |  |       |       |
|  |                                                          | Liverpool FC Adrián Vallés Hitech Racing            | 1:29.334                                                 |          |            |            |  |  |       |       |
|  | Liverpool FC Adrián Vallés Hitech Racing                 | Liverpool FC Adrián Vallés Hitech Racing            | 1:29.334                                                 | 1:29.176 |            |            |  |  |       |       |
|  | Liverpool FC Adrián Vallés Hitech Racing                 |                                                     | A1-B1                                                    | 1:29.176 |            |            |  |  |       |       |
|  | R.S.C. Anderlecht Yelmer Buurman Zakspeed                | 1:29.548                                            |                                                          |          |            |            |  |  |       |       |
|  | R.S.C. Anderlecht Yelmer Buurman Zakspeed                | 1:29.548                                            | Olympiacos CFP Esteban Guerrieri GU-Racing International | 1:28.627 |            |            |  |  |       |       |
|  | A2-B3                                                    |                                                     | Olympiacos CFP Esteban Guerrieri GU-Racing International | 1:28.627 |            |            |  |  |       |       |
|  |                                                          | SC Corinthians Antônio Pizzonia Alan Docking Racing | 1:28.447                                                 |          |            |            |  |  |       |       |
|  | Rangers FC John Martin Alan Docking Racing               | SC Corinthians Antônio Pizzonia Alan Docking Racing | 1:28.447                                                 | 1:29.762 |            |            |  |  |       |       |
|  | Rangers FC John Martin Alan Docking Racing               | B3-A4                                               |                                                          | 1:29.762 |            |            |  |  |       |       |
|  | SC Corinthians Antônio Pizzonia Alan Docking Racing      | 1:28.390                                            |                                                          |          |            |            |  |  |       |       |
|  | SC Corinthians Antônio Pizzonia Alan Docking Racing      | 1:28.390                                            | SC Corinthians Antônio Pizzonia Alan Docking Racing      | 1:29.106 |            |            |  |  |       |       |
|  | A4-B1                                                    |                                                     | SC Corinthians Antônio Pizzonia Alan Docking Racing      | 1:29.106 |            |            |  |  |       |       |
|  |                                                          | FC Basel Max Wissel GU-Racing International         | 1:29.553                                                 |          |            |            |  |  |       |       |
|  | FC Basel Max Wissel GU-Racing International              | FC Basel Max Wissel GU-Racing International         | 1:29.553                                                 | 1:28.800 |            |            |  |  |       |       |
|  | FC Basel Max Wissel GU-Racing International              |                                                     |                                                          | 1:28.800 |            |            |  |  |       |       |
|  | F.C. Porto Álvaro Parente Hitech Racing                  | 1:29.159                                            |                                                          |          |            |            |  |  |       |       |
|  | F.C. Porto Álvaro Parente Hitech Racing                  | 1:29.159                                            |                                                          |          |            |            |  |  |       |       |

### Corridas

#### Corrida 1

##### Grelha de Partida
| Pos. | Clube                  | Equipa de Automobilismo | Piloto             | Tempo    |
| ---- | ---------------------- | ----------------------- | ------------------ | -------- |
| 1    | SC Corinthians         | Alan Docking Racing     | Antônio Pizzonia   | 1:28.447 |
| 2    | Olympiacos CFP         | GU-Racing International | Esteban Guerrieri  | 1:28.627 |
| 3    | Liverpool F.C.         | Hitech Racing           | Adrián Vallés      | 1:29.334 |
| 4    | FC Basel               | GU-Racing International | Max Wissel         | 1:29.553 |
| 5    | Rangers F.C.           | Alan Docking Racing     | John Martin        | 1:29.762 |
| 6    | R.S.C. Anderlecht      | Zakspeed                | Yelmer Buurman     | 1:29.548 |
| 7    | A.S. Roma              | Alan Docking Racing     | Franck Perera      | 1:29.601 |
| 8    | F.C. Porto             | Hitech Racing           | Álvaro Parente     | 1:29.159 |
| 9    | A.C. Milan             | Azerti Motorsport       | Giorgio Pantano    | 1:28.710 |
| 10   | Olympique Lyonnais     | Barazi Epsilon          | Nelson Panciatici  | 1:29.670 |
| 11   | FC Midtjylland         | Hitech Racing           | Kasper Andersen    | 1:28.845 |
| 12   | Sporting CP            | Zakspeed                | Pedro Petiz        | 1:29.962 |
| 13   | Tottenham Hotspur F.C. | Alan Docking Racing     | Craig Dolby        | 1:28.960 |
| 14   | PSV Eindhoven          | Azerti Motorsport       | Carlo van Dam      | 1:30.715 |
| 15   | Sevilla FC             | Ultimate Motorsport     | Sébastien Bourdais | 1:29.005 |
| 16   | Galatasaray S.K.       | Ultimate Motorsport     | Ho-Pin Tung        | 1:31.676 |
| 17   | CR Flamengo            | Azerti Motorsport       | Enrique Bernoldi   | 1:29.686 |
| 18   | Atlético Madrid        | Alan Docking Racing     | María de Villota   | 1:32.457 |

| Cor | Observação                       |
| --- | -------------------------------- |
|     | Disputa pela pole                |
|     | Eliminados na semi-final         |
|     | Eliminados nas quartas-de-finais |
|     | Eliminados na 1ª fase            |

##### Classificação
| Pos                                                                       | Clube                  | Equipa de Automobilismo | Piloto             | Tempo/Aband. | Voltas | Grelha de Partida | Pontos |
| ------------------------------------------------------------------------- | ---------------------- | ----------------------- | ------------------ | ------------ | ------ | ----------------- | ------ |
| 1                                                                         | Olympiacos CFP         | GU-Racing International | Esteban Guerrieri  | 45:47.271    | 30     | 2º                | 50     |
| 2                                                                         | Liverpool F.C.         | Hitech Racing           | Adrián Vallés      | +2.166s      | 30     | 3º                | 45     |
| 3                                                                         | SC Corinthians         | Alan Docking Racing     | Antônio Pizzonia   | +3.010s      | 30     | 1º                | 40     |
| 4                                                                         | R.S.C. Anderlecht      | Zakspeed                | Yelmer Buurman     | +13.980s     | 30     | 6º                | 36     |
| 5                                                                         | Rangers F.C.           | Alan Docking Racing     | John Martin        | +18.200s     | 30     | 5º                | 32     |
| 6                                                                         | A.C. Milan             | Azerti Motorsport       | Giorgio Pantano    | +28.787s     | 30     | 9º                | 29     |
| 7                                                                         | A.S. Roma              | Alan Docking Racing     | Franck Perera      | +31.158s     | 30     | 7º                | 26     |
| 8                                                                         | Tottenham Hotspur F.C. | Alan Docking Racing     | Craig Dolby        | +35.764s     | 30     | 13º               | 23     |
| 9                                                                         | Sporting CP            | Zakspeed                | Pedro Petiz        | +1:00.995s   | 30     | 12º               | 20     |
| 10                                                                        | PSV Eindhoven          | Azerti Motorsport       | Carlo van Dam      | +1:21.104    | 30     | 14º               | 18     |
| 11                                                                        | Sevilla FC             | Ultimate Motorsport     | Sébastien Bourdais | +1:22.390    | 30     | 15º               | 16     |
| 12                                                                        | Olympique Lyonnais     | Barazi Epsilon          | Nelson Panciatici  | +2:25.470s   | 30     | 10º               | 14     |
| 13                                                                        | CR Flamengo            | Azerti Motorsport       | Enrique Bernoldi   | + 1 volta    | 29     | 17º               | 12     |
| 14                                                                        | Atlético Madrid        | Alan Docking Racing     | María de Villota   | + 1 volta    | 29     | 18º               | 10     |
| 15 (NA)                                                                   | FC Midtjylland         | Hitech Racing           | Kasper Andersen    | NA           | 28     | 11º               | 8      |
| 16 (NA)                                                                   | F.C. Porto             | Hitech Racing           | Álvaro Parente     | Incidente    | 11     | 8º                | 7      |
| 17 (NA)                                                                   | Galatasaray S.K.       | Ultimate Motorsport     | Ho-Pin Tung        | NA           | 8      | 16º               | 6      |
| NC                                                                        | FC Basel               | GU-Racing International | Max Wissel         | NC           | NC     | 4º                | 0      |
| Volta mais rápida: R.S.C. Anderlecht, Zakspeed, Yelmer Buurman - 1:29.162 |                        |                         |                    |              |        |                   |        |

Nota: NC: Não começou a corrida; NA: Não acabou a corrida
| Cor | Observação                     |
| --- | ------------------------------ |
|     | Qualificados para a 3ª Corrida |

#### Corrida 2
Nota: A grelha de partida para a 2ª Corrida corresponde à inversão total das posições finais da 1ª Corrida (por exemplo: o último da 1ª Corrida partirá em 1º para a 2ª Corrida)
| Pos                                                | Clube                             | Equipa de Automobilismo | Piloto             | Tempo/Aband. | Voltas | Grelha de Partida | Pontos |
| -------------------------------------------------- | --------------------------------- | ----------------------- | ------------------ | ------------ | ------ | ----------------- | ------ |
| 1                                                  | F.C. Porto                        | Hitech Racing           | Álvaro Parente     | 46:07.422    | 30     | 2                 | 50     |
| 2                                                  | Sevilla FC                        | Ultimate Motorsport     | Sébastien Bourdais | +1.065s      | 30     | 7                 | 45     |
| 3                                                  | CR Flamengo                       | Azerti Motorsport       | Enrique Bernoldi   | +19.892s     | 30     | 5                 | 40     |
| 4                                                  | R.S.C. Anderlecht                 | Zakspeed                | Yelmer Buurman     | + 20.373s    | 30     | 14                | 36     |
| 5                                                  | SC Corinthians                    | Alan Docking Racing     | Antônio Pizzonia   | + 20.747     | 30     | 15                | 32     |
| 6                                                  | A.C. Milan                        | Azerti Motorsport       | Giorgio Pantano    | + 28.774     | 30     | 12                | 29     |
| 7                                                  | Galatasaray S.K.                  | Ultimate Motorsport     | Ho-Pin Tung        | + 34.531s    | 30     | 1                 | 26     |
| 8                                                  | Rangers F.C.                      | Alan Docking Racing     | John Martin        | + 35.266s    | 30     | 13                | 23     |
| 9                                                  | Liverpool F.C.                    | Hitech Racing           | Adrián Vallés      | + 38.677s    | 30     | 16                | 20     |
| 10                                                 | PSV Eindhoven                     | Azerti Motorsport       | Carlo van Dam      | + 45.032s    | 30     | 8                 | 18     |
| 11                                                 | FC Basel                          | GU-Racing International | Max Wissel         | + 1:00.641s  | 30     | 18                | 16     |
| 12                                                 | A.S. Roma                         | Alan Docking Racing     | Franck Perera      | + 1:35.981s  | 30     | 11                | 14     |
| 13                                                 | Atlético Madrid                   | Alan Docking Racing     | María de Villota   | + 1 volta    | 29     | 4                 | 12     |
| 14                                                 | Olympiacos CFP                    | GU-Racing International | Esteban Guerrieri  | + 2 voltas   | 28     | 17                | 10     |
| 15                                                 | Olympique Lyonnais                | Barazi Epsilon          | Nelson Panciatici  | + 2 voltas   | 28     | 6                 | 8      |
| 16 (NA)                                            | FC Midtjylland                    | Hitech Racing           | Kasper Andersen    | NA           | 6      | 3                 | 7      |
| 17 (NA)                                            | Sporting CP                       | Zakspeed                | Pedro Petiz        | NA           | 3      | 9                 | 6      |
| 18 (NA)                                            | Inglaterra Tottenham Hotspur F.C. | Alan Docking Racing     | Craig Dolby        | NA           | 1      | 10                | 5      |
| Volta mais rápida: FC Basel, Max Wissel - 1:29.190 |                                   |                         |                    |              |        |                   |        |

- O FC Midtjylland iniciou a corrida da via das boxes.

Nota: NC: Não começou a corrida; NA: Não acabou a corrida
| Cor | Observação                     |
| --- | ------------------------------ |
|     | Qualificados para a 3ª Corrida |

#### Corrida 3Super-Final
Nota: Esta corrida destina-se a encontrar o 'Vencedor do Fim-de-Semana'. É disputada entre as 6 equipas que têm melhor resultado no conjunto das duas primeiras corridas, e não dá pontos para o campeonato. A recompensa desta corrida é de 100.000€ para o vencedor.
| Pos                                                                               | Clube             | Equipa de Automobilismo | Piloto             | Tempo/Aband. | Voltas | Grelha de Partida |
| --------------------------------------------------------------------------------- | ----------------- | ----------------------- | ------------------ | ------------ | ------ | ----------------- |
| 1                                                                                 | Sevilla FC        | Ultimate Motorsport     | Sébastien Bourdais | 7:31.629     | 5      | 4º                |
| 2                                                                                 | Olympiacos CFP    | GU-Racing International | Esteban Guerrieri  | +1.270s      | 5      | 5º                |
| 3                                                                                 | Liverpool FC      | Hitech Racing           | Adrián Vallés      | +5.584s      | 5      | 3º                |
| 4                                                                                 | R.S.C. Anderlecht | Zakspeed                | Yelmer Buurman     | +6.611s      | 4      | 2º                |
| 5                                                                                 | SC Corinthians    | Alan Docking Racing     | Antônio Pizzonia   | + 1 Volta    | 5      | 1º                |
| 6                                                                                 | AC Milan          | Azerti Motorsport       | Giorgio Pantano    | + 3 Voltas   | 2      | 6º                |
| Volta mais rápida: Sevilla FC, Ultimate Motorsport, Sébastien Bourdais - 1:29.204 |                   |                         |                    |              |        |                   |

Nota: NC: Não começou a corrida; NA: Não acabou a corrida

### Tabela do campeonato após a corrida
Nota: Só as cinco primeiras posições estão incluídas na tabela.
| Pos | Var     | Clube                | Equipa de Automobilismo | Piloto           | Pontos |
| --- | ------- | -------------------- | ----------------------- | ---------------- | ------ |
| 1   | Estável | Liverpool FC         | Hitech Racing           | Adrián Vallés    | 282    |
| 2   | Aumento | Tottenham Hotspur FC | Alan Docking Racing     | Craig Dolby      | 223    |
| 3   | Baixa   | FC Basel             | GU-Racing International | Max Wissel       | 223    |
| 4   | Estável | AC Milan             | Azerti Motorsport       | Giorgio Pantano  | 212    |
| 5   | Aumento | FC Porto             | Hitech Racing           | Álvaro Parente * | 211    |

*: Álvaro Parente foi o piloto do FC Porto apenas nesta ronda. Em todas as outras rondas do campeonato, o piloto é Tristan Gommendy.

## Ver Também
- Autódromo do Estoril